# Fernmeldetruppe (Bundeswehr)

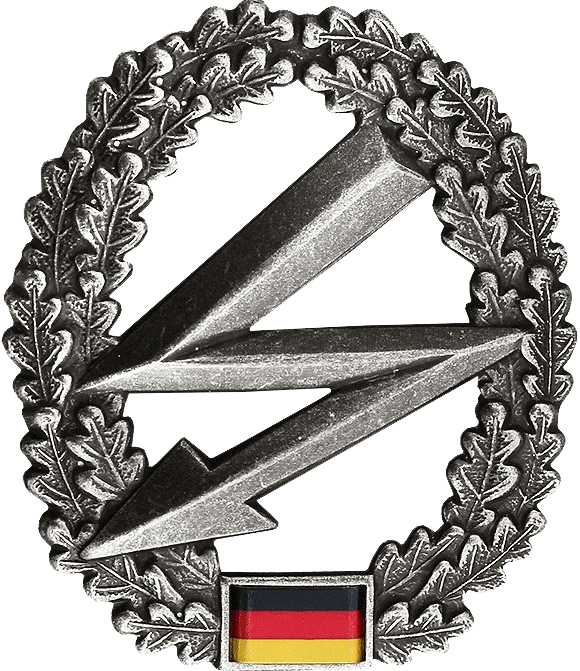
Barettabzeichen der Fernmeldetruppe der Bundeswehr

Die Fernmeldetruppe ist eine Truppengattung im Heer sowie in der Streitkräftebasis der Bundeswehr. Im Heer zählt die Fernmeldetruppe zu den Einsatz- und Führungsunterstützungstruppen/Führungsgrundgebiet 6. Die Fernmeldetruppe im Heer ist verantwortlich für den Betrieb des Kommunikations- und Informationsverbundes des Heeres.

## Auftrag
Die Fernmeldetruppe richtet Fernmeldeverbindungen ein und betreibt diese. Die schnelle und sichere Übertragung von Meldungen, Informationen und Befehlen, ist eines der wichtigsten Elemente der unmittelbaren Kommunikation zwischen Führung und Kampftruppen. Die Fernmeldetruppe ist verantwortlich für den Betrieb des Kommunikations- und Informationsverbundes des Heeres. Die Fernmeldetruppe ist daher verantwortlich für wesentliche Teile der Gefechtsstandinfrastruktur.
Die Fernmeldetruppe setzt sich zusammen aus der Fernmeldeverbindungstruppe und den bodenständigen Fernmeldediensten. Die Fernmeldeverbindungstruppe stellt mittels Draht, Funk, Richtfunk und Satellitenkommunikation (SatCom) die Verbindung zwischen Truppe und Führung her und übermittelt Nachrichten. Dazu zählen alle Sprechfunk-, Fernsprech-, Fernschreib-, Richtfunk-, Datenübertragungs-, Bildübertragungs- und Telefaxverbindungen. Die bodenständigen Fernmeldedienste errichten und betreiben im Frieden ortsfeste Fernmeldeanlagen und verbinden diese zu Fernmeldenetzen (stehendes Netz). Im Ernstfall installiert diese Truppe auf der bestehenden Basis weitere Sondernetze.
Die Elektronische Kampfführung ist ausdrücklich nicht Aufgabe der Fernmeldetruppe, sondern der Fernmeldetruppe EloKa. Die Fernmeldetruppe sichert aber mit passiven elektronische Schutzmaßnahmen wie Verschleierung, Desinformation (zur nutzlosen Bindung gegnerischer Entschleierungskapazitäten) und Kryptographie die Sicherheit der übertragenen Informationen. Weitere Maßnahmen sollen die Aufklärung der einzelnen Kommunikationsstellen (und der mit diesen verbundenen Gefechtsstände) und des Kommunikationsnetzes erschweren.

## Geschichte

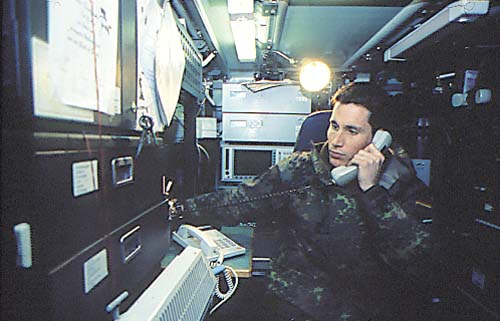
Ein Fernmeldetechniker arbeitet an der SatCom Uplink Multiplex Station in Kroatien während des IFOR-Einsatzes der NATO, Dezember 1995

Ein deutscher Oberleutnant des 1st NATO Signal Bataillons während des Einsatzes in Afghanistan 2014

1956 wurden als erste Fernmeldetruppenteile fünf Fernmeldebataillone für die ersten fünf Divisionen des Heeres sowie zunächst zwei Fernmeldekompanien für zwei Brigaden aufgestellt. Die restlichen Truppenteile, u. a. Fernmeldebataillone für die Korps sowie die Fernmeldeschule des Heeres wurden bald darauf ausgeplant.
Bis 1970, also im Wesentlichen in der Heeresstruktur 2 wurden die Fernmeldekräfte weiter ausgebaut. Bei den Korps wurden Fernmeldestäbe eingerichtet und weitere Fernmeldebataillone aufgestellt. Im Territorialheer begann der Aufbau der umfangreichen Fernmeldeorganisation. Erste Truppenteile der heute selbstständigen EloKa wurden innerhalb der Fernmeldetruppe ausgeplant. In der Heeresstruktur 3 (1970 bis 1979) entstand u. a. die Führungsfernmeldebrigade 900 mit zwei Regimentern und fünf Fernmeldebataillonen für die oberste Bundeswehrführung beim BMVg. Das automatisierte Korpsstammnetz (AUTOKO) sowie moderne Funk- und Richtfunktechnik wurden in dieser Zeit eingeführt. In der letzten Struktur des Kalten Krieges wurden in den Wehrbereichen weitere Fernmeldebereiche eingerichtet. Eingeführt wurde eine neue Funkgerätegeneration und die zweite Entwicklungsstufe des AUTOKO (AUTOKO II). Ende 1989 umfasste die Fernmeldetruppe 34 Bataillone.
Nach der Wiedervereinigung wurde die Bundeswehr verkleinert. Die Fernmeldetruppe bestand um 1995 nur noch aus 22 Regimentern und Bataillonen, 1997 abermals umgegliedert noch aus 4 Führungsunterstützungsbrigaden, einer Fernmeldeaufklärungsbrigade, sieben Führungsunterstützungsregimentern sowie zahlreichen weiteren Truppenteilen und Einrichtungen. 2000 begann der Aufbau der Streitkräftebasis, in die zahlreiche Fernmeldekräfte integriert wurden. Dazu wurden die Führungsunterstützungsbrigaden aufgelöst und in Regimenter und Bataillone umgegliedert. Im Heer verblieben einige Truppenteile der Fernmeldetruppe als Stabs- und Fernmeldekompanien zur direkten Führungsunterstützung der Stäbe einiger Großverbände. 2005 wurde auch die Fernmeldeschule des Heeres aufgelöst. Die Ausbildung wird seitdem durch die Führungsunterstützungsschule der Bundeswehr, die Teil der Streitkräftebasis ist, verantwortet.

## Ausbildung
Die zentrale Ausbildungseinrichtung der Fernmeldetruppe des Heeres und der Streitkräftebasis (SKB) ist das Ausbildungszentrum CIR.
Der General der Fernmeldetruppe ist für die Fernmeldetruppe im Heer verantwortlich. Zurzeit ist diese Dienststellung mit dem Unterabteilungsleiter IV 1 Führungsunterstützung im Kommando Heer  verbunden. Die Dienststellung General der Fernmeldetruppe wird von einem Offizier im Dienstgrad Oberst bekleidet.

## Organisation

### Einordnung
Die Fernmeldetruppe ist eine Truppengattung im  Heer sowie der Bereich Führungsunterstützung Anteil der Streitkräftebasis der Bundeswehr. Im Heer zählt die deutsche Fernmeldetruppe zu den Führungsunterstützungstruppen. In der Streitkräftebasis wurden die Truppenteile der Fernmeldetruppe in die  Führungsunterstützungsverbände, die aus Heeres- und Luftwaffenanteilen bestehen, (siehe Führungsunterstützung in der Bundeswehr) überführt.
Die Fernmeldetruppe EloKa war einst Teil der Fernmeldetruppe, wird heute aber aufgrund ihres anderen Auftragsspektrums als eigene Truppengattung geführt.
Besondere Fernmeldefähigkeiten besitzen darüber hinaus die Heeresaufklärungstruppe, die Feldnachrichtentruppe sowie die Truppe für Operative Information. Diesen Truppengattungen dienen ihre Fernmeldefähigkeiten aber nur zur Erfüllung ihrer eigenständigen Primäraufträge.
Jeder Truppenteil im Heer und der Streitkräftebasis verfügt über eine eigene Teileinheit als Truppenfernmelder und für die Führungsunterstützung. Jeder 1./Stabs- und Versorgungskompanien aller Bataillone und Regimenter ist ein Fernmeldezug und ein Stabszug unterstellt. Diese Kräfte gehören jedoch nicht zur Fernmeldetruppe, sondern sind Bestandteil ihrer Truppengattung. In Stäben von Verbänden bearbeitet der S6-Offizier als Truppenfernmeldeoffizier die Planung und Abwicklung des Fernmeldeverkehrs innerhalb des Verbandes nach der Besonderen Anweisung für den Fernmeldeverkehr (BesAnFm) durch den übergeordneten Großverband, der über unterstellte Fernmeldekräfte der Fernmeldetruppe verfügt. Die BesAnFm regelt unter anderem die Zuweisung der Funkfrequenzen.
In der Marine und der Luftwaffe ist das Konzept der Truppengattungen nicht bekannt. Eine Fernmeldetruppe im engeren Sinne ist dort also nicht existent. Allerdings weisen auch Marine und Luftwaffe eigene Fernmeldekräfte auf. Bei der Luftwaffe finden sich besonders spezialisierte Fernmeldekräfte im Dienstbereich „Führungsdienst“. In der Marine finden sich mit der Fernmeldetruppe vergleichbare Kräfte vor allem in den Verwendungsreihen „21 Fernmeldebetrieb“ und „48 IT-Systembetreuung“.

### Legende

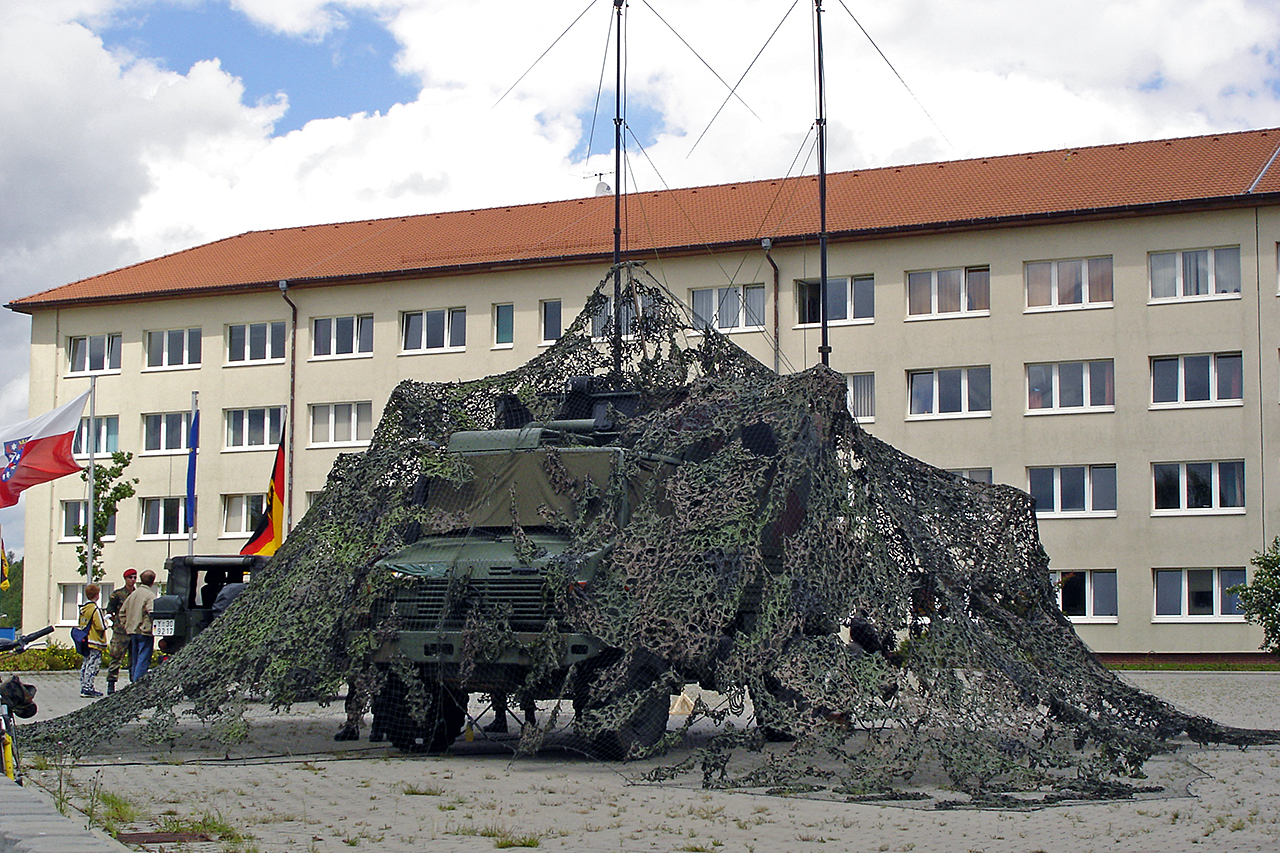
Getarnter Unimog. Sprech-Funk-Trupp A, 2./ PiBtl 722

Die Legende gilt für alle folgenden Listen
| Legende                               |
| ------------------------------------- |
| Aufgelöster Verband                   |
| Teilaktiver oder nichtaktiver Verband |
| Aktiver Verband                       |

### Truppenteile im Heer
Die Fernmeldetruppe im Heer umfasst folgende Truppenteile:
|                            | Bezeichnung                                                            | Ort               | Verband                                                              | Kräftekategorie | Stationierungskonzept 2011                                                        |
| -------------------------- | ---------------------------------------------------------------------- | ----------------- | -------------------------------------------------------------------- | --------------- | --------------------------------------------------------------------------------- |
| internes Verbandsabzeichen | Fernmelderegiment 1                                                    | Rotenburg (Wümme) | 1. Panzerdivision                                                    | -               | 30. Juni 2015 aufgelöst                                                           |
| internes Verbandsabzeichen | Fernmeldebataillon 4                                                   | Cham (Oberpfalz)  | Panzerbrigade 12                                                     | -               | 31. Dezember 2014 aufgelöst                                                       |
| FmBtl 10 (2)               | Fernmeldebataillon 10                                                  | Veitshöchheim     | 10. Panzerdivision                                                   | -               | 7. Oktober 2021 in Dienst gestellt                                                |
| Internes Verbandsabzeichen | Gebirgsfernmeldebataillon 210                                          | Bad Reichenhall   | Gebirgsjägerbrigade 23                                               | -               | 30. Juni 2014 aufgelöst                                                           |
| Internes Verbandsabzeichen | Fernmeldebataillon 610                                                 | Prenzlau          | Multinationales Korps Nord-Ost (truppendienstlich 1. Panzerdivision) | -               | bleibt erhalten                                                                   |
| Internes Verbandsabzeichen | Fernmeldebataillon 701                                                 | Frankenberg/Sa.   | Panzergrenadierbrigade 37                                            | -               | Außerdienststellung Mai 2014                                                      |
| Internes Verbandsabzeichen | Fernmeldebataillon 801                                                 | Neubrandenburg    | Panzergrenadierbrigade 41                                            | -               | Auflösungsappell 5. September 2015                                                |
| Internes Verbandsabzeichen | Luftlandefernmeldebataillon Division Schnelle Kräfte „Hessischer Löwe“ | Stadtallendorf    | Division Schnelle Kräfte                                             | -               | Außerdienststellung April 2014                                                    |
| Internes Verbandsabzeichen | Fernmeldebataillon Division Luftbewegliche Operationen                 | Veitshöchheim     | Division Luftbewegliche Operationen                                  | -               | Auflösungsappell am 26. September 2013                                            |
| Internes Verbandsabzeichen | Fernmeldekompanie Kommando Spezialkräfte                               | Calw              | Kommando Spezialkräfte                                               | -               | bleibt erhalten                                                                   |
| Internes Verbandsabzeichen | Fernmeldekompanie Panzergrenadierbrigade 37                            | Frankenberg/Sa.   | Panzergrenadierbrigade 37                                            | -               | Wurde im Jahr 2020 als Fernmeldeeinheit auf Brigadeebene im Heer neu aufgestellt. |
| Internes Verbandsabzeichen | Fernmeldekompanie Eurokorps                                            | Lebach            | Stabs- und Unterstützungsbataillon Eurokorps                         | -               | wurde 2015 nach Lebach verlegt                                                    |
| Internes Verbandsabzeichen | dt. Anteil CIS2 Bataillon1                                             | Eibergen (NL)     | 1. Deutsch-Niederländisches Korps                                    | -               | bleibt erhalten                                                                   |

1deutscher Anteil des niederländisch-deutschen CIS Bataillons ist eine Fernmeldekompanie

2CIS: Communications and Information Systems (→ Kommunikations- und Informationssysteme)

### Truppenteile im Cyber- und Informationsraum
Die im Cyber- und Informationsraum eingegliederten Fernmeldekräfte werden dem Namen nach unmittelbar zur Führungsunterstützung ausgeplant. Die sieben Verbände unterstehen dem Kommando Informationstechnik-Services der Bundeswehr.
|                            | Bezeichnung                                                                  | Ort                    |
| -------------------------- | ---------------------------------------------------------------------------- | ---------------------- |
| Internes Verbandsabzeichen | Informationstechnikbataillon 281                                             | Gerolstein             |
| Internes Verbandsabzeichen | Informationstechnikbataillon 282                                             | Kastellaun             |
| Internes Verbandsabzeichen | Informationstechnikbataillon 292                                             | Dillingen an der Donau |
| Internes Verbandsabzeichen | Informationstechnikbataillon 293                                             | Murnau                 |
| Internes Verbandsabzeichen | Informationstechnikbataillon 381                                             | Storkow (Mark)         |
| Internes Verbandsabzeichen | Informationstechnikbataillon 383                                             | Erfurt                 |
|                            | Dienstältester Deutscher Offizier/Deutscher Anteil 1st NATO Signal Battalion | Wesel                  |

## Ausrüstung

### Kommunikationsmittel

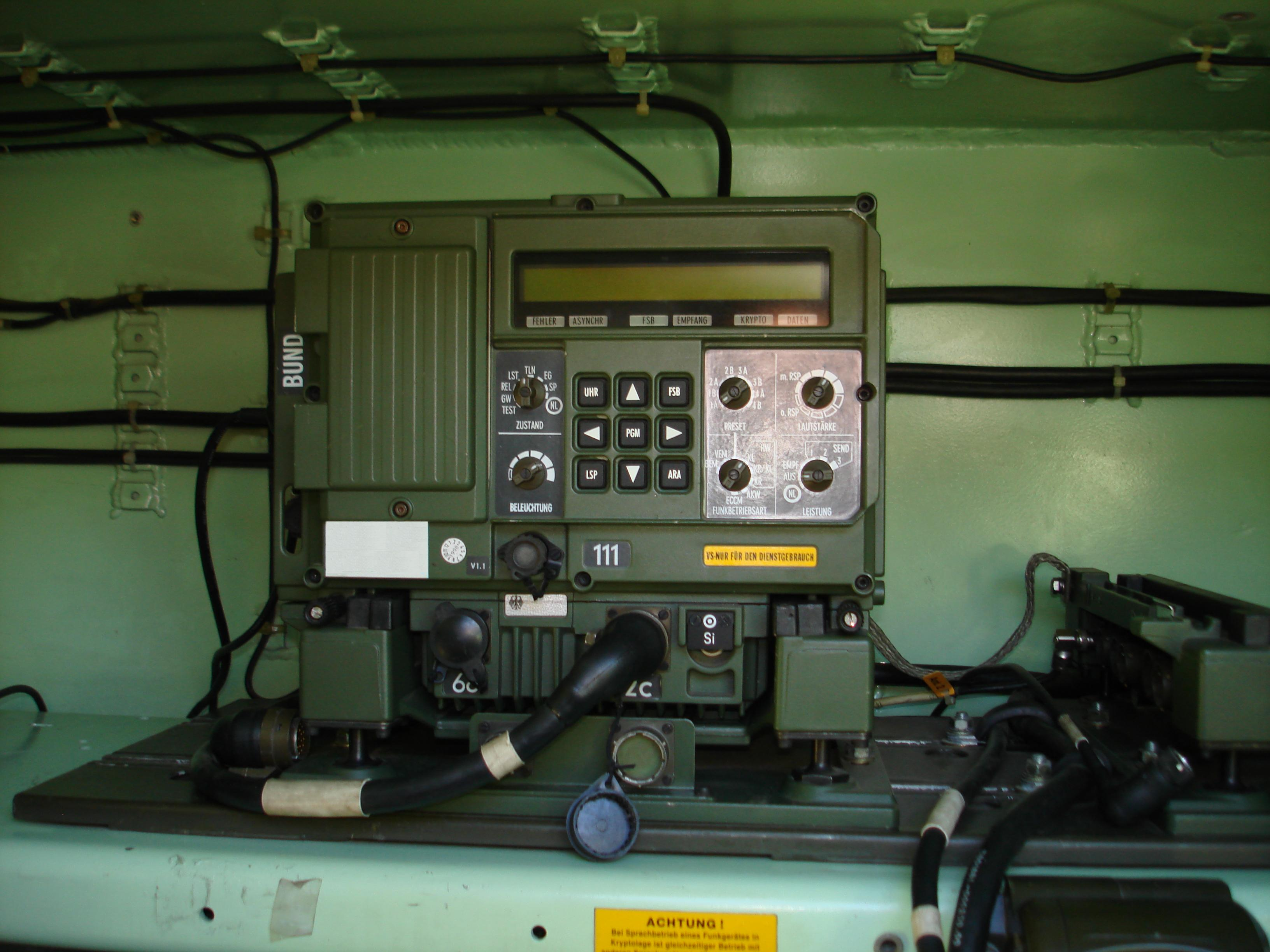
SEM 93 in einem Führungs- und Funkfahrzeug der Bundeswehr

- Satcom Mk (Bodenstation mittels Multiband, BSmM), Dreiteilige 4,6-m-Offset-Doppelreflektorantenne auf Anhängergestell, breitbandige RF-Komponenten mit Redundanzen, Übertragungskapazität bis zu 3 × 2 MBit/s Duplex verschlüsselt
- AMA 34 m: mobile Antennenmastanlage, die hydraulisch bis auf 34 m ausgefahren werden kann. In der Konfiguration 1 sind es vier Spiegel mit Durchmesser 90 cm, die auf einer Ebene angeordnet sind. Die Signale werden in Hohlleitern vom Funkgerät (Sender/Empfänger) zum Horn geführt. In der Konfiguration 2 ist es ein Spiegel von 90 cm und ein Großspiegel von 1,75 m.
- Richtfunkgerät CTM 250 (Siemens), fernsteuerbares Hauptgerät mit Frequenzbereich 4.400–5.000 MHz in 125-kHz-Schritten, garantierte Leistung von mindestens 1,54 Watt und maximal 2 × 8.448 kbit/s. Unterschiedliche Basisbänder  ermöglichen die Bandbreite von 1×2/2×2 oder 1×8/2×8 Mbit, Schnittstelle G.703
- Richtfunkgerät CTM 350 (Siemens), fernsteuerbare Hauptgerät mit Frequenzbereich 4.400–5.000 MHz in 125-kHz-Schritten, garantierte Leistung von mindestens 2 Watt und maximal 34.368 kbit/s mit Bandbreite bis 32 MBit, Schnittstelle G.703.
- MTT4600: mobile Satellitenkommunikationsantenne
- SEM 80/90 VHF-Funkgerät (Thales)
- SEM 93 VHF-Funkgerät (Thales) und neue Serie mit integrierter digitaler Verschlüsselung
- HRM-7000, tragbares HF-Funkgerät klein (EADS TELEFUNKEN RACOMS), Frequenzbereich 2,0–29,999 MHz in 100-Hz-Schritten, Sendeleistung 3/30 Watt schaltbar auch in Versionen mit 100 Watt und 400 Watt Leistung für mobile und ortsfeste Anlagen
- M3TR VHF/UHF-Funkgerät (Rohde & Schwarz)
- Auf Lkw verladbare Container, Kabinen genannt, mit Elektronik zur Steuerung der Anlagen, Verschlüsselung der Daten und als Ein-/Ausgang für Teilnehmer (Kabeleingang für ein normales Telefon).
- FF OB/ZB (Feldfernsprecher für den Ortsbatterie- oder Zentralbatteriebetrieb)[8]

### Uniform

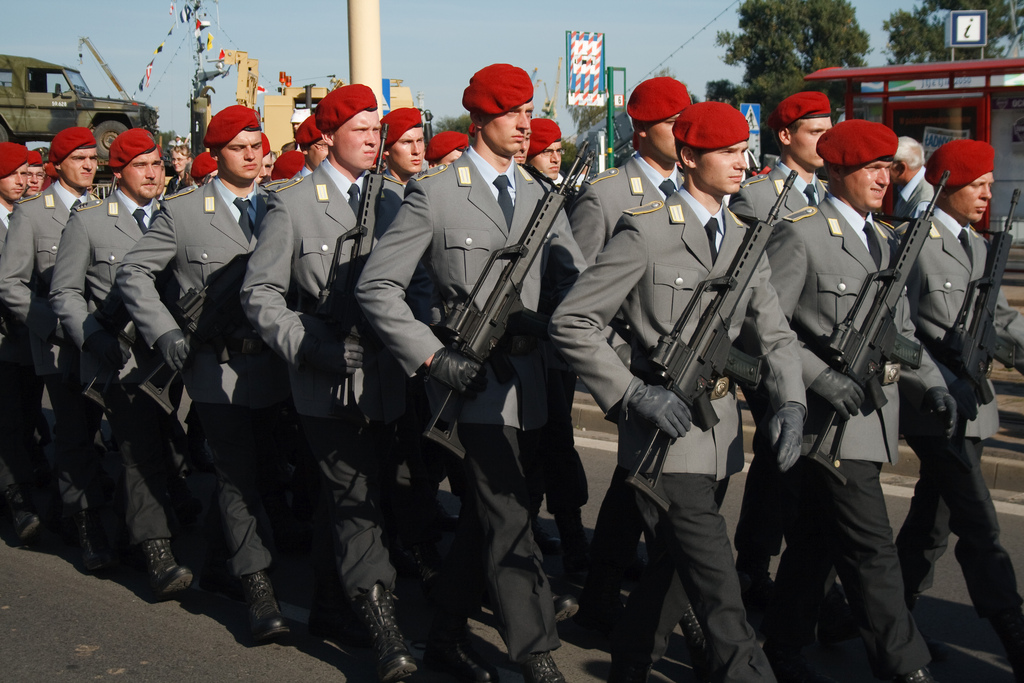
Soldaten der Fernmeldetruppe im Dienstanzug

Die Waffenfarbe der Fernmeldetruppe, gezeigt beispielsweise als Farbe der Litzen und Kragenspiegel, ist Zitronengelb. Die Farbe des Baretts ist korallenrot. Das Barettabzeichen zeigt einen vom Eichenkranz eingefassten Blitz ähnlich dem taktischen Zeichen. Der Blitz läuft, im Barettabzeichen davon abweichend, von rechts oben nach links unten und gleicht so eher dem stilisierten Blitz im taktischen Zeichen der Fernmeldetruppe EloKa, die bezeichnenderweise sich hinsichtlich Barett und Litzenfarbe nicht von denen der Fernmeldetruppe unterscheidet.

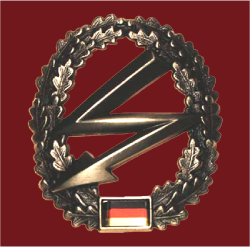
Barettabzeichen und Barettfarbe
Kragenspiegel

### Taktisches Zeichen
Das Taktische Grundzeichen der Fernmeldetruppe zeigt dem üblichen NATO-Konventionen folgend einen stilisierten Blitz von links oben nach rechts unten. Die Fernmeldetruppe EloKa hat ein ähnliches Zeichen: Der Blitz weist hier von oben rechts nach unten links.

Militärisches Symbol (Grundzeichen) der NATO-Fernmeldetruppe

## Dienstgradbezeichnungen
Niedrigste Dienstgrade in Truppenteilen der Fernmeldetruppe sind Funker oder Panzerfunker. Sie entsprechen den Dienstgraden Schütze, Jäger, Panzergrenadier usw. (→ vgl. hier) anderer Truppengattungen.
Soldaten im niedrigsten Dienstgrad in Truppenteilen der Fernmeldetruppe, Soldaten im niedrigsten Dienstgrad in Truppenteilen der Fernmeldetruppe EloKa sowie Soldaten im niedrigsten Dienstgrad in Truppenteilen der Truppe für Operative Kommunikation, die nicht im festen Kampfverband mit Panzertruppen operieren, werden Funker genannt. Beispiele sind die Heeresuniformträger im niedrigsten Dienstgrad in den überwiegend ortsfesten fernmeldetechnischen Dienststellen wie Führungsunterstützungsbataillonen oder Fernmeldeabschnitten. Alle übrigen Soldaten im niedrigsten Dienstgrad der aufgezählten Truppengattungen führen den Dienstgrad Panzerfunker. Dazu zählen Heeresuniformträger im niedrigsten Dienstgrad in den Einheiten, die den Panzertruppen als Fernmeldetrupps und als Fernmeldezüge eingegliedert sind, sowie in größeren Truppenteilen, die in Panzer- oder Panzergrenadierbrigaden als selbständige Truppenteile eingegliedert sind. Die übrigen Dienstgrade entsprechen den allgemeinen Dienstgraden der Bundeswehr.
| Mannschaftsdienstgrad |                     |                    |
| Niedrigerer Dienstgrad |                     | Höherer Dienstgrad |
| - | Funker Panzerfunker | Gefreiter          |
| Dienstgradgruppe: Mannschaften – Unteroffiziere o.P. – Unteroffiziere m.P. – Leutnante – Hauptleute – Stabsoffiziere – Generale |                     |                    |

## Trivia
„Die Nachrichtentruppe hat es schwer, sie stinkt nicht und sie knallt nicht, dass es sie überhaupt gibt, merken die meisten Leute erst, wenn es nicht mehr funktioniert.“